# Українська культура. Лекції за редакцією Д. Антоновича
Українська культура: лекції за редакцією Дмитра Антоновича — це збірник лекцій, прочитаних у 1930-х роках українськими вченими-емігрантами в Подєбрадах (Чехословацька республіка), редагований та викладений видатним українським істориком Д. Антоновичем.
Ця книга стала класикою в дослідженні української культури та є невіддільною частиною культурної спадщини України.

## Історія виникнення збірника

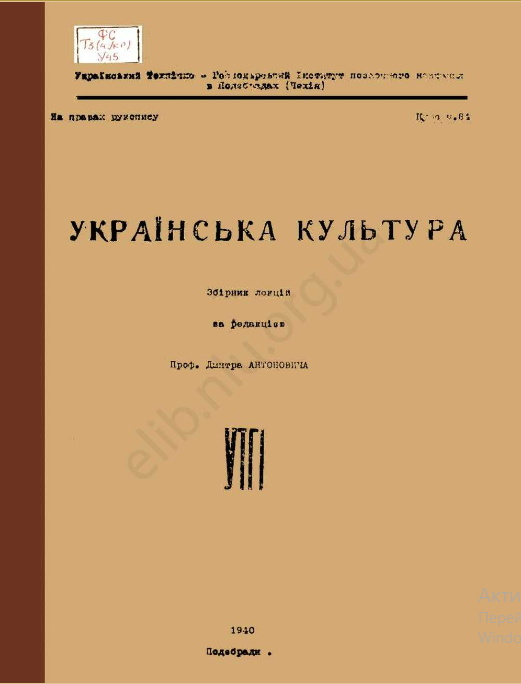
Українська культура: лекції за редакцією Д. Антоновича (видання 1940 р., м. Подєбради, Чехословацька республіка)

У 1929 році чехословацький уряд припинив фінансування українських закладів вищої освіти. Українська господарська академія ухвалила рішення перейти на заочне навчання задля менших витрат, після чого була перейменована на Український технічно-господарський інститут позаочного навчання (далі – УТГІ). Д. Антонович приклав чимало зусиль, щоб домовитися з керівництвом про підготовку збірника лекцій для студентів та тих, хто хотів ближче познайомитися з українською культурою, адже до цього таких змістовних праць на цю тему не було.

## Видання
Збірник мав вийти у 1934 році, проте через великий обсяг дослідження перше видання було здійснене у 1940 році в Чехословацькій республіці. Згодом його перевидали за кордоном двічі: у 1947 та 1988 роках. Остання публікація була здійснена 1993 році на теренах України та ввійшла до серії «Пам'ятки історичної думки України».

## Зміст
Книгу починає передмова І. Дзюби та передслово сина Д. Антоновича — Марка.
Збірник складається з 20 лекцій, у яких безпосередньо йдеться про різні аспекти українського культурного життя, а саме: розвиток науки українознавства у XIX — на початку XX століття та її досягнення (Д. Дорошенко); школу й освіту в Україні (В. Біднов); народну освіту на українських землях і в колоніях (С. Сірополко); рукописні книги (Д. Антонович); українське друковане слово (О. Лотоцький); авторів, друкарів та меценатів (Д. Антонович); українську пресу (С. Наріжний); українську філософію (Д. Чижевський); передхристиянську релігію українського народу (Д. Антонович); заведення християнства (В. Біднов); українську християнську церкву в сучасності (Д. Антонович); українське право (А. Яковлів); українське мистецтво (Д. Антонович); українську архітектуру (В. Січинський); українську скульптуру (Д. Антонович); українське малярство (Д. Антонович); українську гравюру (Д. Антонович); український орнамент (Д. Антонович); українську музику (Д. Антонович); український театр (Д. Антонович).
У «Заключенні» Д. Антонович висловлює подяку своїм колегам-науковцям та керівництву УТГІ за належне фінансування й допомогу у виданні книги.

## Викладання в університетах
Книга запропонована для вивчення студентам-культурологам вищих навчальних закладів України.